# Sineugraphe oceanica
Sineugraphe oceanica là một loài bướm đêm trong họ Noctuidae.